# 安·玛莉
安·玛莉 CC ONS（英語：Order of Nova Scotia，1945年6月20日—），加拿大情歌女歌手，格莱美奖得奖者之一，以演唱成熟沉稳的女低音而成名。她的唱片销售量超过5400万张。1970年她演唱《Snowbird》一歌，名列美国排行榜首位。1984年她因唱片《A Little Good News》获得美国乡村音乐协会大奖。平时她居住在多伦多，夏季她住在新斯科舍。